# Звездица (хижа)
„Звездица“ е туристическа хижа, намираща се в местността „Марина поляна“ в планината Витоша. Представлява триетажна сграда с локално парно и ресторант и 120 места леглова база. В близост до хижата има обособена ски писта, ски влек и моторни шейни.
Бившето име на сградата е почивен дом „Звездица“ на Българска гражданска авиация „Балкан“ (БГА Балкан).

## Изходни пунктове
- местността Златните мостове (последна спирка на автобус № 61) – 1,40 часа
- село Владая – 3,10 часа
- квартал Княжево – 3,40 часа

## Съседни туристически обекти
- хижа „Еделвайс“ – 10 минути
- хижа „Острица“ – 30 минути
- Черни връх (през Конярника) – 1,50 часа
- хижа „Кумата“ – 45 минути
- хижа „Селимица“ – 1,15 часа